# アレックスwhy?
『アレックスwhy？』（原題：Philipp, die Maus）は、フランスが舞台のアニメーション作品。Hanne Türkによる絵本を原作とし、『Philipp die Maus』という題名でドイツのARD、SWF、SDR、SRで1987年から1994年まで放送された。日本では全10巻のオリジナルアニメーションビデオとして1989年3月にジーダスから発売された。

## サブタイトル
1. サンドウィッチの巻
2. 太陽のいたずらの巻
3. ビーチパラソルの巻
4. かたつむりの巻
5. シャボン玉の巻
6. レストランの巻
7. 雪の一日の巻
8. 飛べない小鳥の巻
9. ブランコの巻
10. 恋占いの巻